# Party Happening People
A Party Happening People az amerikai Deee-Lite house formáció 1994-ben megjelent 1. kislemeze a Dewdrops in the Garden című albumról. A dal nem volt túl sikeres, csupán az US. Dance lista 30. helyéig jutott. A promociós bakelit maxi másik oldalán a Funky Chunky Bonus Beats című dal került fel.
A teszt nyomású bakelit címkéjén az egyik oldalon egy kék mackó, míg a másik oldalon egy rózsaszín gomba volt. (Test Press 131, 45 RPM)

## Megjelenések
12" Promo  U.S Not On Label – # Ed 5684
- A1	Party Happening People
- B1	Funky Chunky Bonus Beats